# Loranzè
Loranzè (Loransé in piemontese) è un comune italiano di 1 154 abitanti della città metropolitana di Torino in Piemonte.

## Storia
Secondo il notabile storico del Canavese Pietro Azario nel secolo XIV Laurenciacum o Lorenzato attuale Loranzè fu antico possedimento della famiglia consortile Lorenzato dei conti di San Martino, Signori del Castello Lorenzato, Castrum Lorenzate.

### Simboli
Lo stemma e il gonfalone sono stati stati concessi con decreto del presidente della Repubblica del 6 aprile 1987.
Lo stemma è semipartito troncato: nella prima sezione, a sfondo verde, figura una pannocchia di granoturco d'oro, posta in palo; nella seconda, d'argento, un grappolo d'uva nera; nella terza, d'azzurro, un castello di rosso, fondato sulla pianura di verde. Il gonfalone è un drappo partito di rosso e di bianco.

## Monumenti e luoghi di interesse
- Castel Rosso (costruzione iniziata nell'XI secolo)
- Chiesa parrocchiale di San Lorenzo Martire
- Cappella di San Rocco
- Chiesa di San Firmino, costruzione iniziata nel 1897[5]

## Società

### Evoluzione demografica
Abitanti censiti

## Amministrazione
Durante il fascismo, con regio decreto del 28 febbraio 1929, i comuni di Loranzè, Colleretto Giacosa, Parella, Quagliuzzo e Strambinello vennero fusi in un unico comune denominato Pedanea. Nel dopoguerra, il 23 agosto 1947, i cinque comuni recuperarono la propria autonomia.
Di seguito è presentata una tabella relativa alle amministrazioni che si sono succedute in questo comune.
| Periodo        | Periodo        | Primo cittadino   | Partito                               | Carica  | Note  |
| -------------- | -------------- | ----------------- | ------------------------------------- | ------- | ----- |
| 4 luglio 1985  | 7 giugno 1990  | Roberto Marco     | lista civica                          | Sindaco | [ 8 ] |
| 7 giugno 1990  | 24 aprile 1995 | Roberto Marco     | lista civica                          | Sindaco | [ 8 ] |
| 24 aprile 1995 | 14 giugno 1999 | Roberto Marco     | tendenti Partito Popolare Italiano    | Sindaco | [ 8 ] |
| 14 giugno 1999 | 14 giugno 2004 | Claudio Marchiori | tendente Forza Italia                 | Sindaco | [ 8 ] |
| 14 giugno 2004 | 8 giugno 2009  | Claudio Marchiori | lista civica                          | Sindaco | [ 8 ] |
| 8 giugno 2009  | 26 maggio 2014 | Pasquale Beata    | lista civica                          | Sindaco | [ 8 ] |
| 26 maggio 2014 | 27 maggio 2019 | Claudio Marchiori | lista civica Indipendenti             | Sindaco | [ 8 ] |
| 27 maggio 2019 | in carica      | Claudio Marchiori | lista civica Indipendenti per Loranzè | Sindaco | [ 8 ] |

## Galleria d'immagini

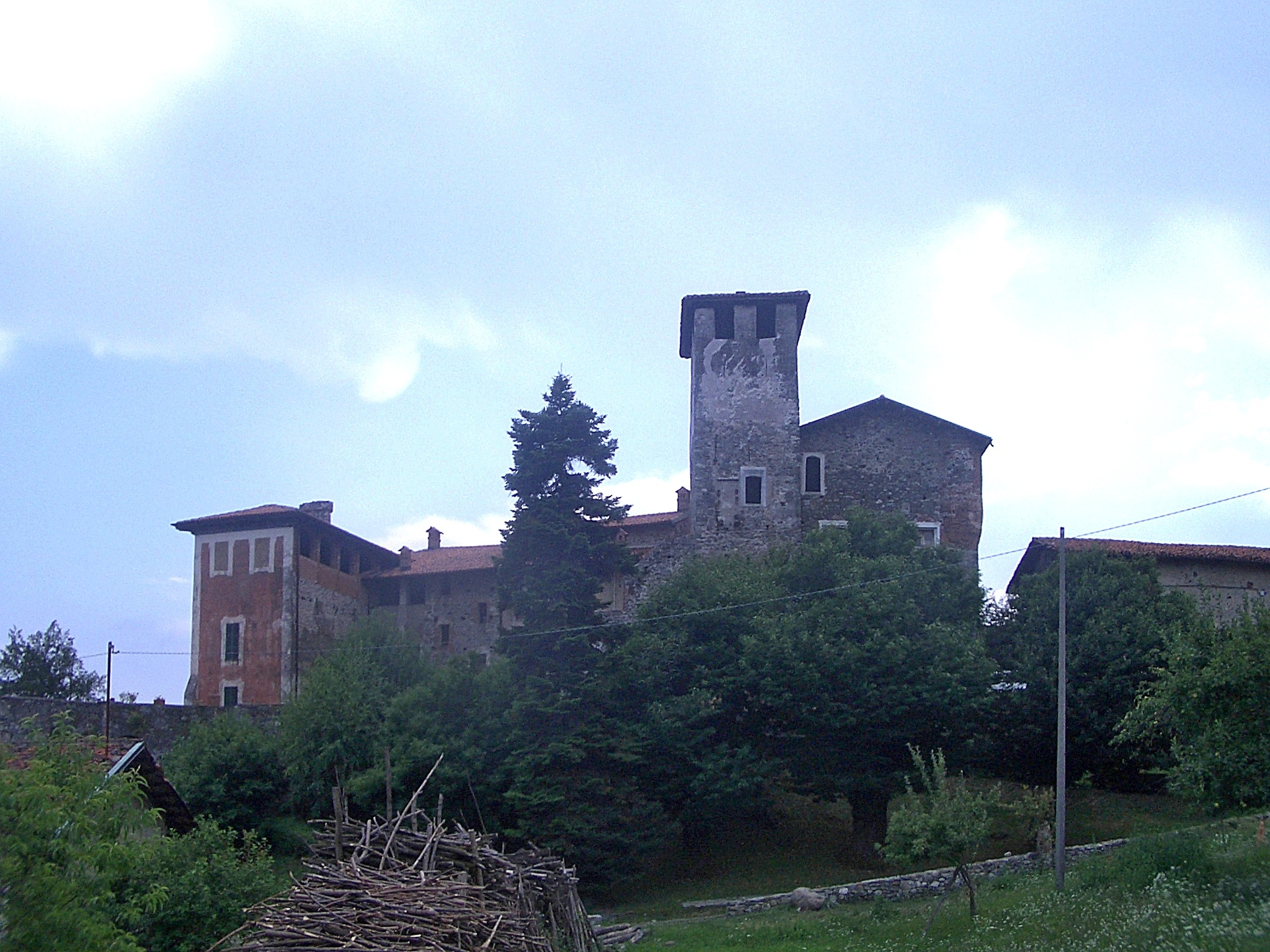
Il Castel Rosso
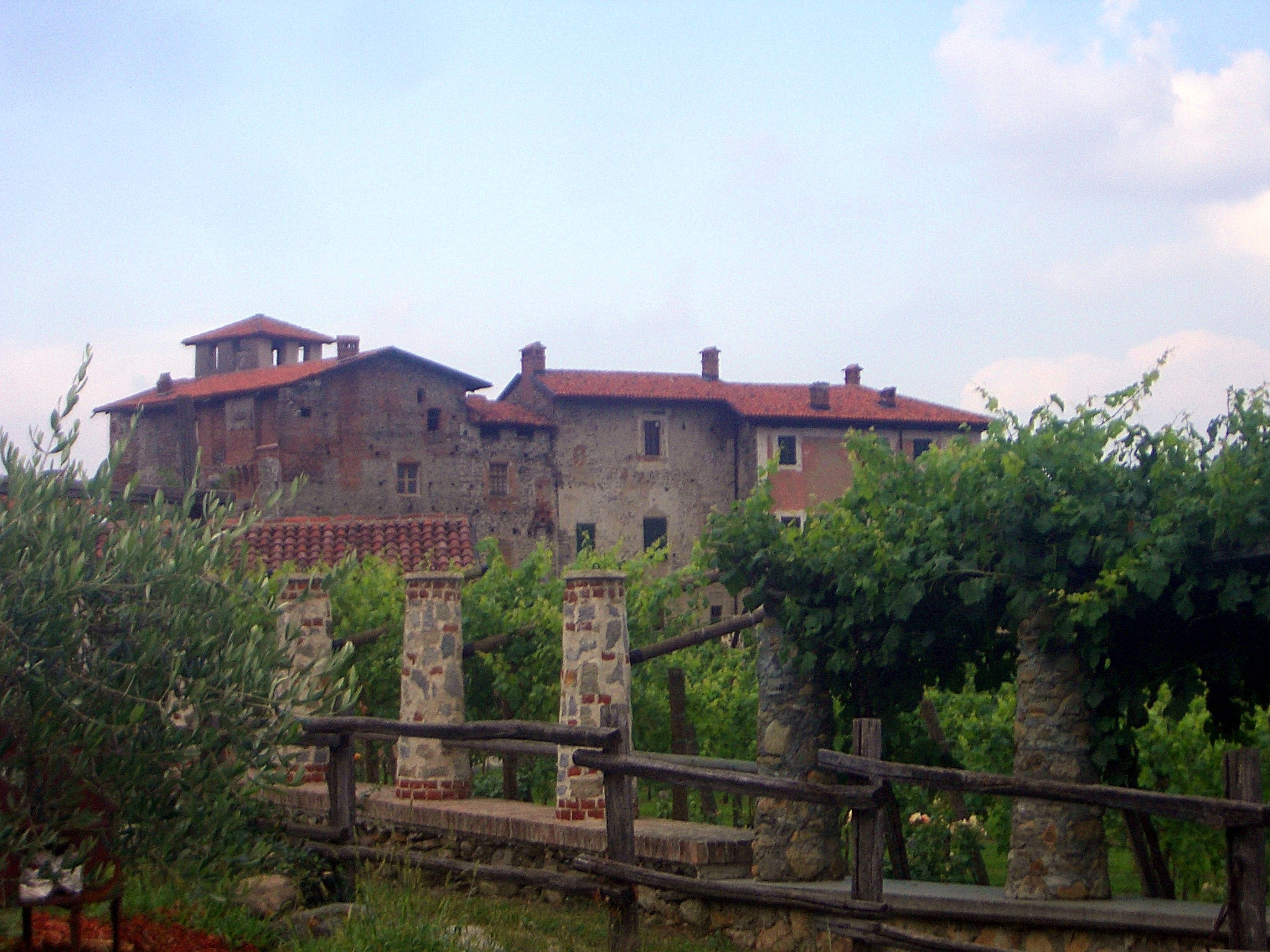
Vigneti e Castel Rosso
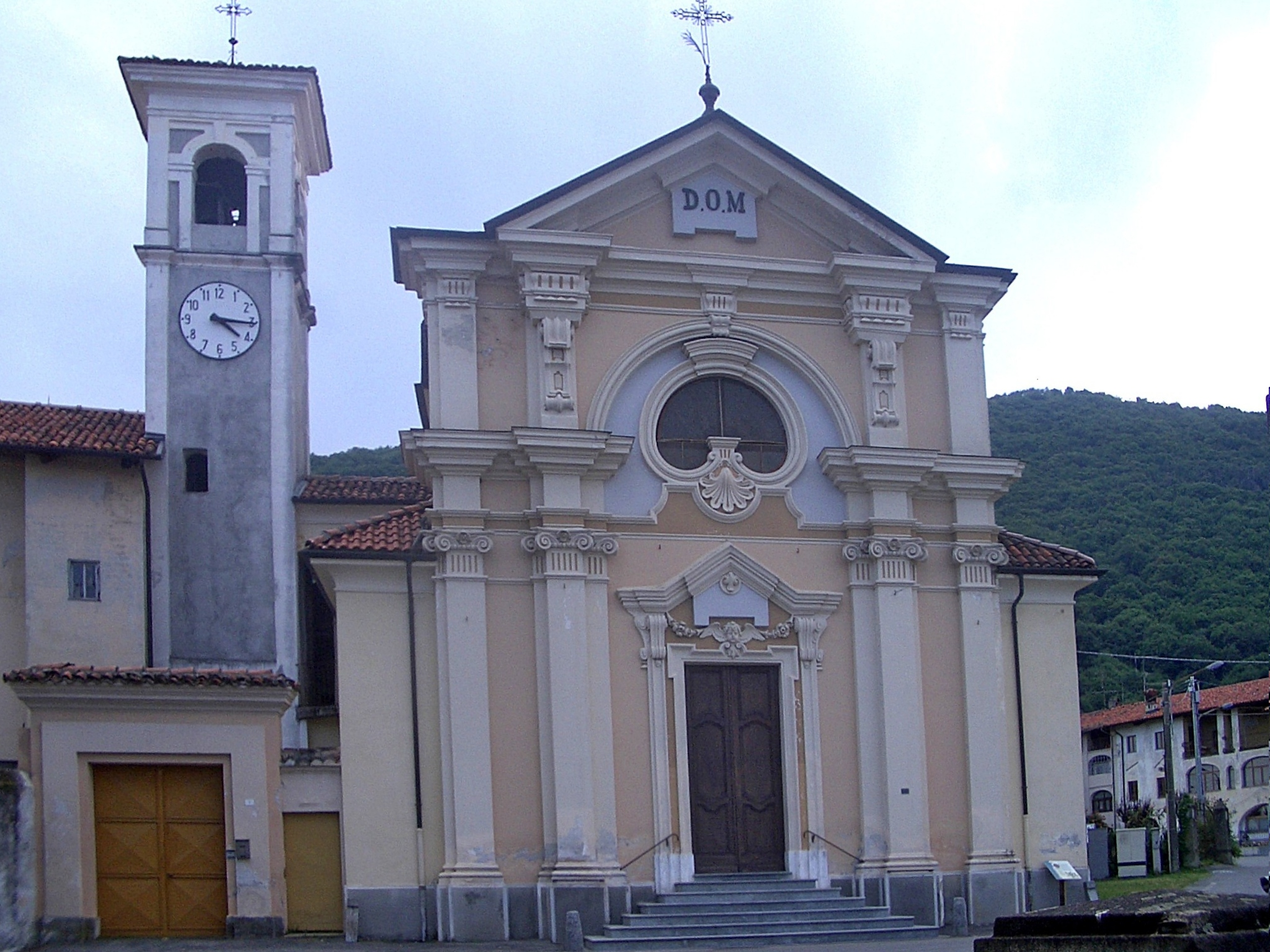
La parrocchiale di San Lorenzo
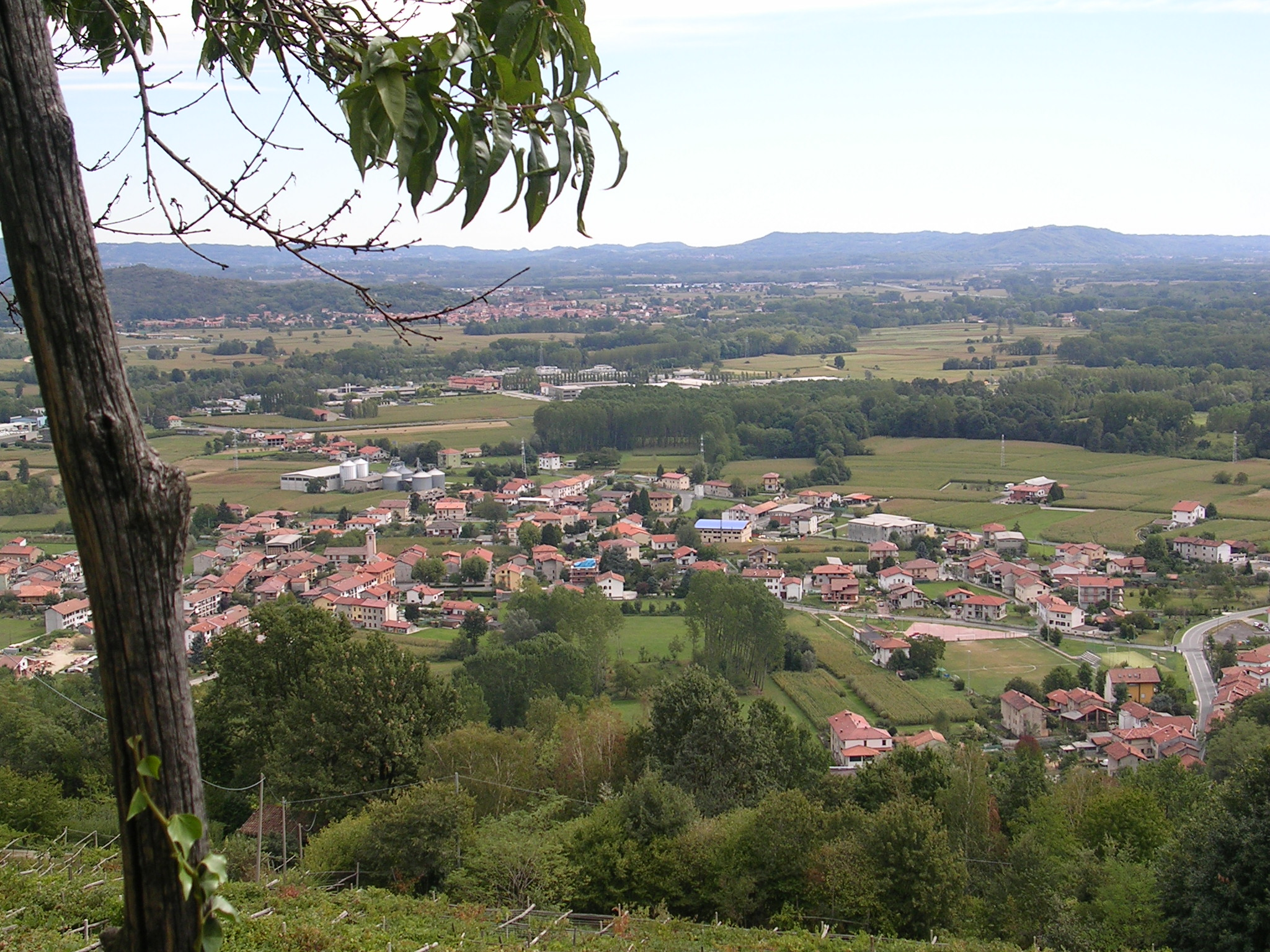
Panorama